# World Science Festival

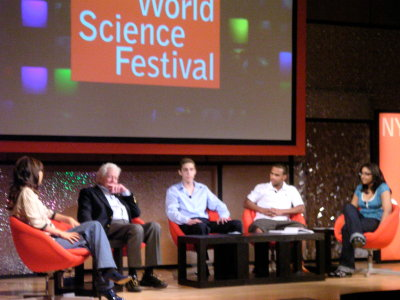
Table ronde avec Leon Lederman en 2008.

Le World Science Festival est un festival scientifique annuel créé par Brian Greene et son épouse Tracy Day. Sa première édition s'est déroulée à New York pour la première fois du 28 mai au 1er juin 2008. Il se composait principalement de débats et de conférences, accompagnées de présentations multimédia. Une partie pour adolescents et familles offrait des sujets comme le sport d'un point de vue scientifique et comportait des attractions en plein air. Un programme culturel dirigé par l'acteur et écrivain Alan Alda se concentrait sur l'art inspiré par les sciences. Une partie du festival, nommé le World Science Summit, regroupaient des participants éminents, venant du monde des sciences, de la politique et des affaires. Cette première édition attira plus de 120 000 personnes.